# Ana Lucina García
Ana Lucina García Maldonado (San Cristóbal, Venezuela, 3 de junio de 1943) es una jurista, diplomática y política venezolana. Ana Lucina se ha desempeñado como diputada y senadora del Congreso Nacional de Venezuela, como embajadora ante la Organización de Estados Americanos (OEA), y como presidenta de la Federación Internacional de Abogadas, entre otros cargos, donde ha trabajado por los derechos humanos de la mujer.

## Carrera
Ana Lucina ha ocupado las posiciones de diputada y senadora del Congreso Nacional de Venezuela, de embajadora ante la Organización de Estados Americanos (OEA), de presidenta de la Federación Latinoamericana de Abogadas y de la presidencial mundial de la Federación Internacional de Abogadas, la cual tiene estatus consultivo en el Consejo Económico y Social de las Naciones Unidas (ECOSOC).
El 17 de mayo de 1979 García presentó ante el Congreso de la República el proyecto legislativo con mayor respaldo popular en la historia venezolana, con más de 35.000 firmas. Como embajadora de la OEA promovió la Convención Interamericana para Prevenir, Sancionar y Erradicar la Violencia contra la Mujer, también conocida como la Convención de Belém do Pará, entre 1988 y 1994, y posteriormente participó en la redacción y aprobación de la Convención sobre la Eliminación de todas Formas de Discriminación contra la Mujer (Cedaw) de las Naciones Unidas.
Durante su presidencia en la Federación Venezolana de Abogadas se aprobó la reforma del Código Civil venezolano, después de trece años de presión por parte de mujeres organizadas y bajo el liderazgo de la Federación. Debido a su experiencia en la reforma del Código Civil, también trabajó en la reforma del Código Civil en España junto a la jurista y feminista española María Telo Núñez.